# Teilweise wolkig
Teilweise wolkig ist ein US-amerikanischer Animations-Kurzfilm der Pixar Animation Studios und der Walt Disney Company aus dem Jahr 2009, der im Kino als Vorfilm vor Oben gezeigt wird.
Die Premiere war am 13. Mai 2009 als offizieller Eröffnungsfilm der internationalen Filmfestspiele von Cannes. Der deutschsprachige Kinostart folgte am 17. September 2009.

## Handlung
Die Handlung spielt in einer Welt, in der die Störche den Menschen und Tieren die neugeborenen Kinder im Schnabel bringen. Kaum haben sie ihre Lieferung abgegeben, so geht es zurück zu den Wolken, deren Oberseiten sich als gottähnliche Wesen zeigen, die aus Wolkenmasse alle jungen Geschöpfe formen und mittels Blitzschlag zum Leben erwecken. Jede dieser Wolken wird von einem Storch besucht, der von ihr die Kinder, in einem weißen Stoffsack verpackt, entgegennimmt.
Unterhalb des Wolkenfeldes treibt eine einzige etwas dunklere Wolke herum. Die Vorliebe der Wolke Gus gilt nicht den süßen kleinen Hunden, Kätzchen oder gar menschlichen Babys, sondern angriffslustigen Krokodilen, Dickhornschafen oder Baumstachlern. Dessen Storch Peck kehrt nach jeder Lieferung immer zerzauster zurück, lehnt schließlich die Auslieferung eines jungen Haifischs ganz ab und verlässt seine Wolke, um eine andere aufzusuchen. Gus ist eifersüchtig und grollt, was unter ihm zu Blitz und Donner führt, und bricht anschließend in Tränen aus, die zu Regen werden.
Daraufhin kehrt Peck zurück und hat einen eigenen Beutel im Schnabel. Der Inhalt besteht aus einem Footballhelm und Schulterpolstern, damit er weiterhin für seine Wolke fliegen kann. Die Wolke ist überglücklich und formt sogleich ein neues Tier – einen Zitteraal, gegen den die besorgte Schutzkleidung nutzlos ist.